# Эмон, Ропарз
Ропарз Эмон (брет. Roparz Hemon; 18 ноября 1900 года — 29 июня 1978 года) — бретонский писатель и учёный. Автор многочисленных словарей, книг по грамматике, сборников поэм и коротких рассказов. Основатель литературного журнала «Gwalarn», в котором в течение 1920-х — 1930-х годов публиковались работы молодых авторов из Бретани.

## Биография
Родился 18 ноября 1900 года в Бресте. Основал литературный журнал «Gwalarn». В годы Второй мировой войны служил во французской армии, где получил ранение и был пленён немцами. В августе 1940 года вернулся из концлагеря в Брест, возродил журнал «Gwalarn». В ноябре 1940 года был назначен директором программ бретоноязычного радио «Radio Roazhon-Breizh», которые еженедельно выходило в рамках национал-социалистической пропаганды. С 1941 года руководил изданием еженедельного журнала «Arvor». В октябре 1942 года Эмон был назначен немецким языковедом Лео Вайсгербером помощником в вопросе создания Кельтского института Бретани («Framm Keltiek Breizh»).
После освобождения Франции Эмон бежал в Германию, где был заключён под стражу. После года тюремного заключения был приговорён французским судом к десяти годам «национального разжалования» (фр. Dégradation nationale) за «национальную непригодность» (фр. Indignité nationale).
В 1947 году Эмон эмигрировал в Ирландию, где плодотворно работал в Институте специальных исследований (“Savadur an imbourc'hioù araokaet”). Больше никогда не возвращался в Бретань.
Умер 29 июня 1978 года в Дублине. Похоронен в Бресте.